# Бийская ЦЭС
Бийская ЦЭС (Центральная Электрическая Станция) — здание в районе Зелёный клин города Бийска. Редкий для города образец промышленной архитектуры первой трети XX века. Современное название: ТЭЦ-2. Автор проекта не установлен. Годы строительства: 1929—1934. Здание сильно пострадало в результате взрыва котла в 1957 году, его исторический облик не сохранился.

## Предпосылки
Первая электростанция Бийска была запущена по инициативе Е. Г. Морозовой 28 марта 1900 года. Следующие несколько десятилетий станция несколько раз меняла владельцев и модернизировалась, оставаясь основным источником электроэнергии в городе.
В 1925 году начала работать электростанция, оборудованная акционерным обществом «Хлебопродукт».
Невозможность расширения существующей станции и растущие потребности промышленных предприятий города обусловили необходимость строительства новой — Центральной Электрической Станции.

## Проектирование

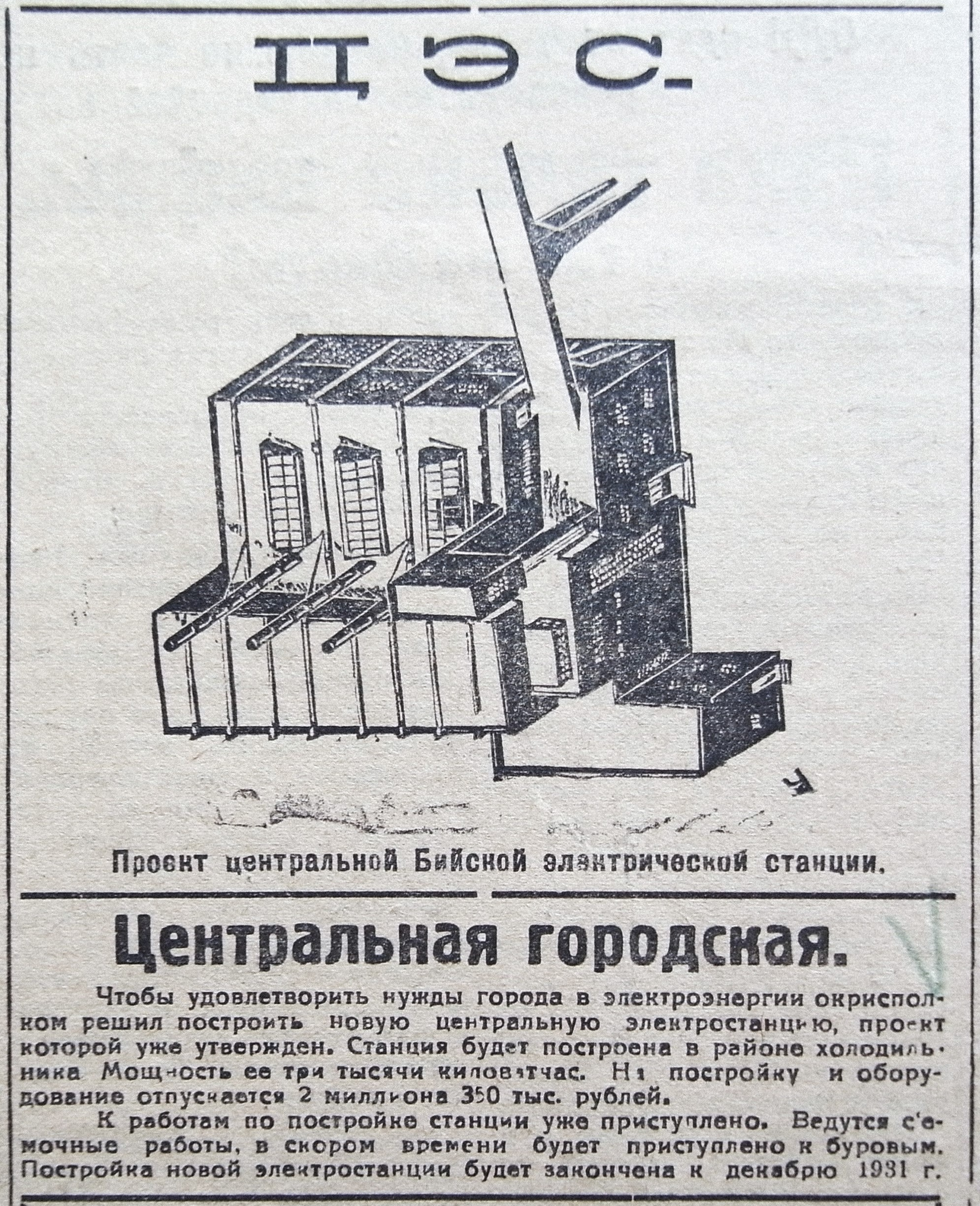
Проект Бийской ЦЭС / Иллюстрация и заметка из газеты Звезда Алтая № 24 (06.02.1929) / Архив НГОНБ

Проект электростанции разработан в Москве, однако ни проектная организация, ни автор проекта остаются неизвестными. 
«Опоздали с оборудованием машинного зала, потому что целое лето прождали из Москвы чертежей и вместо марта месяца часть их получили только в сентябре» // Звезда Алтая № 225 (07.10.1930)
По плану запуск станции был намечен на 1932 год.

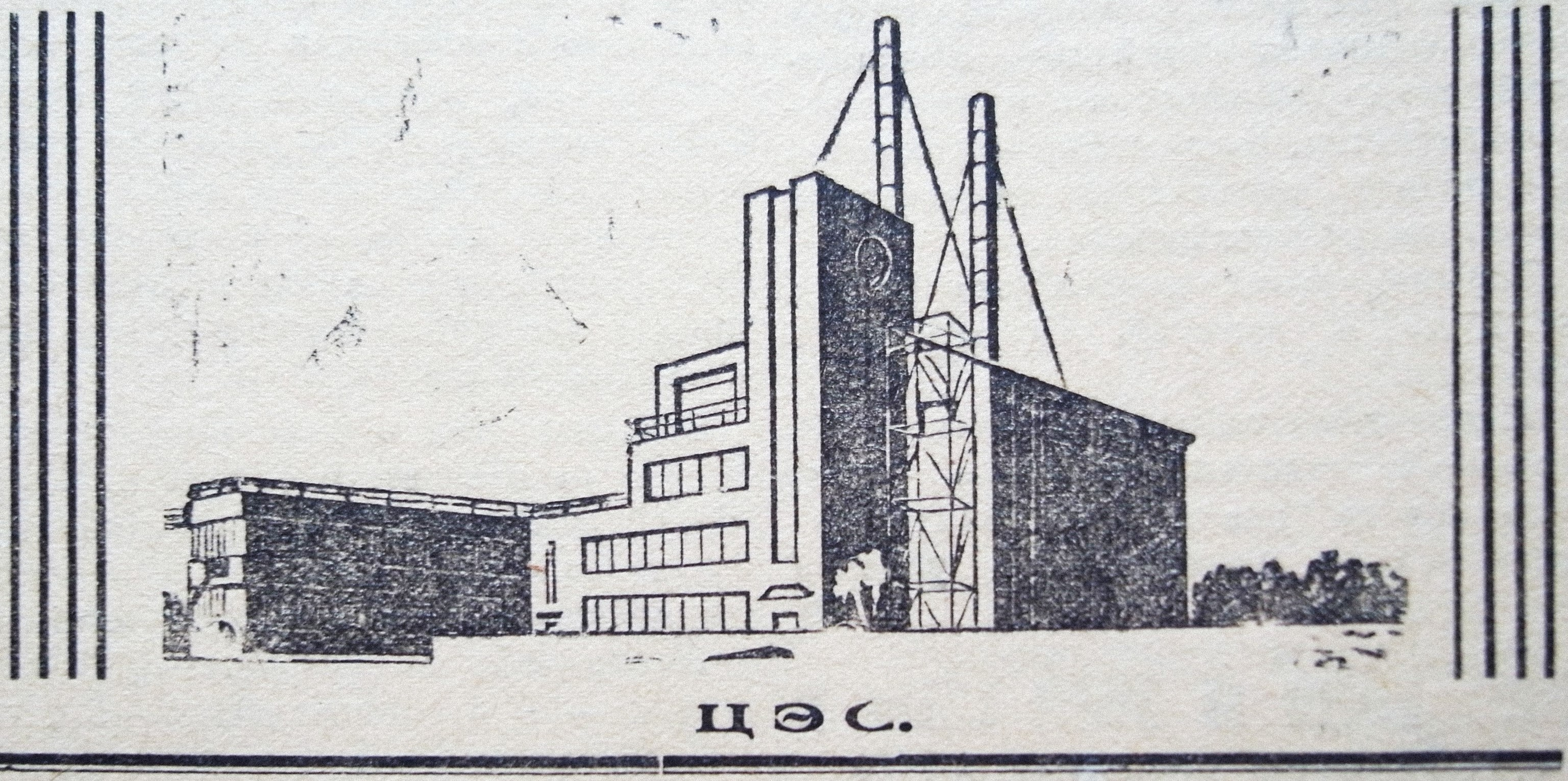
Проект здания Бийской электрической станции / Иллюстрация из газеты Звезда Алтая № 67 (24.03.1932). Стр. 1 / Архив НГОНБ

Современные исследователи отмечают конструктивистский облик проекта.

## Строительство

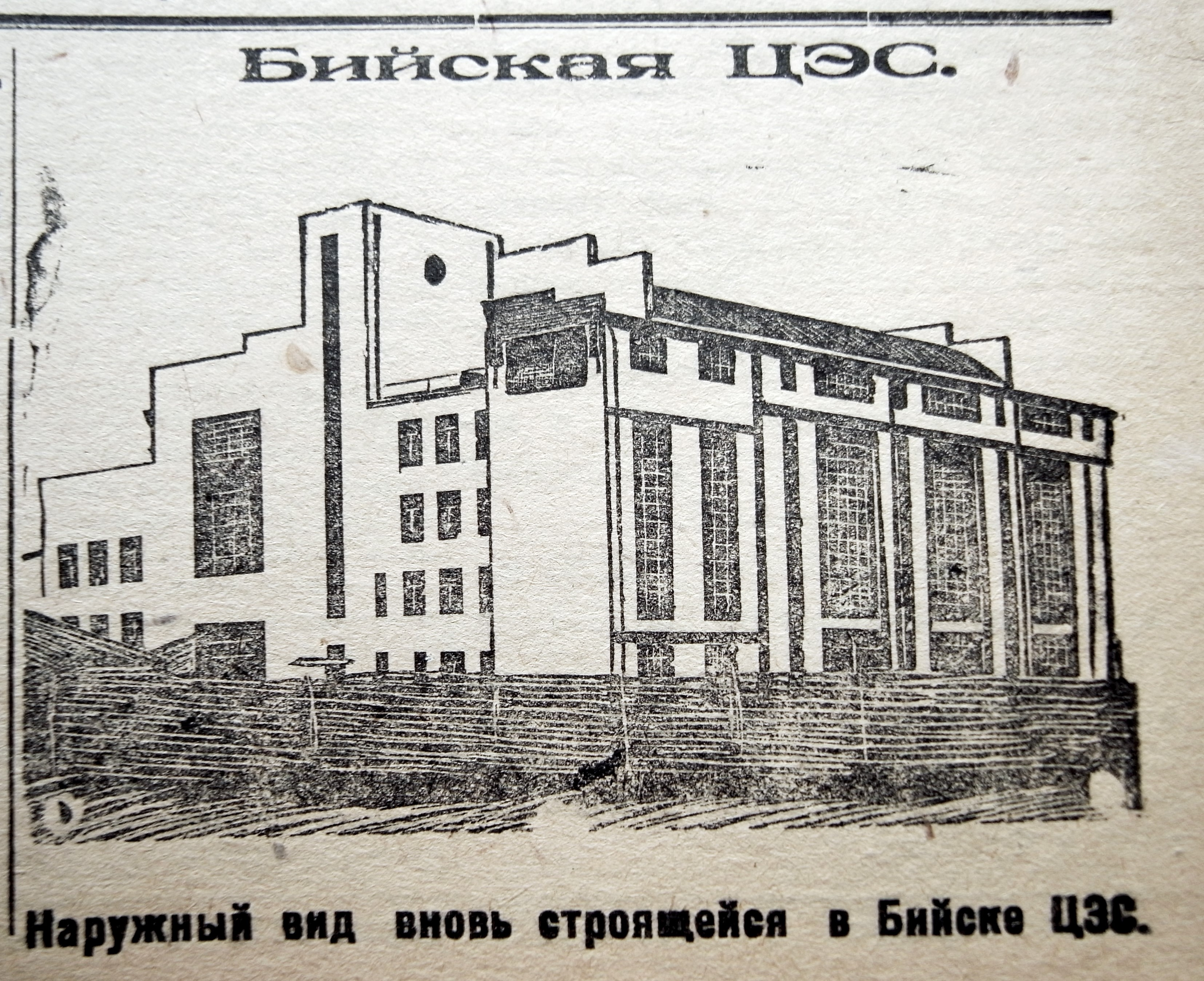
Строящееся здание Бийской ЦЭС / Фотография из газеты Звезда Алтая № 248 (11.11.1931) / Архив НГОНБ

В 1929 году городская газета Звезда Алтая сообщает об утверждении проекта станции, получении лицензий на ввоз оборудования из Англии (турбины системы Метро-Виккерс), начале съемочных работ и заготовке материалов: кирпича, цемента, железа и бутового камня. Размещены заказы на изготовление оборудования на ленинградских машино-строительных заводах.
«В мае 1930 года заложен первый камень фундамента» — напоминает Звезда Алтая. Однако бюрократические трудности в заготовке материалов: камня, гравия, песка, извести, ведут к задержке и удорожанию строительных работ. На стройке применяется механизация: подъемный кран и бетонная мешалка.

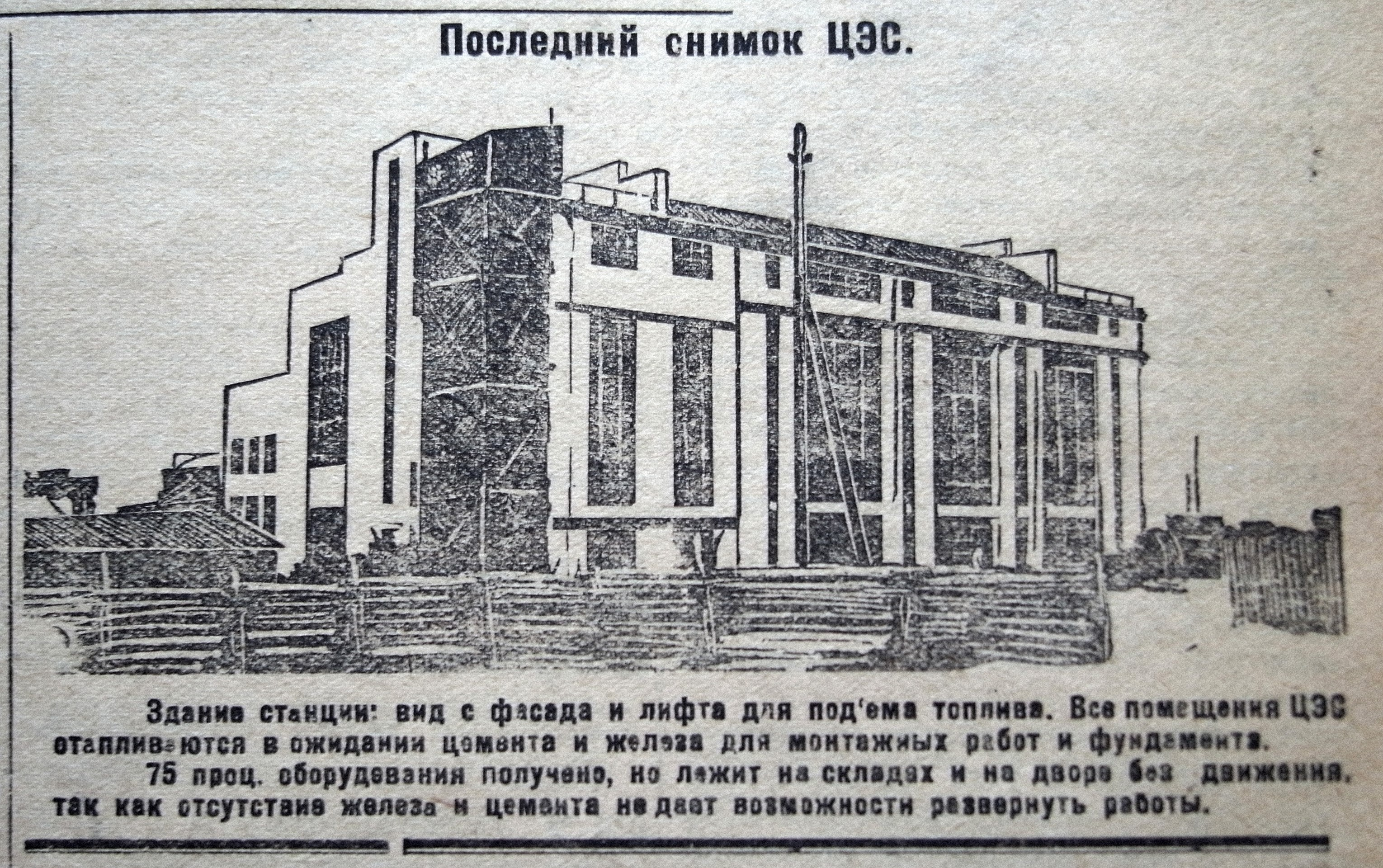
Строительство Бийской ЦЭС / Фотография из газеты Звезда Алтая № 73 (31.03.1932) / Архив НГОНБ

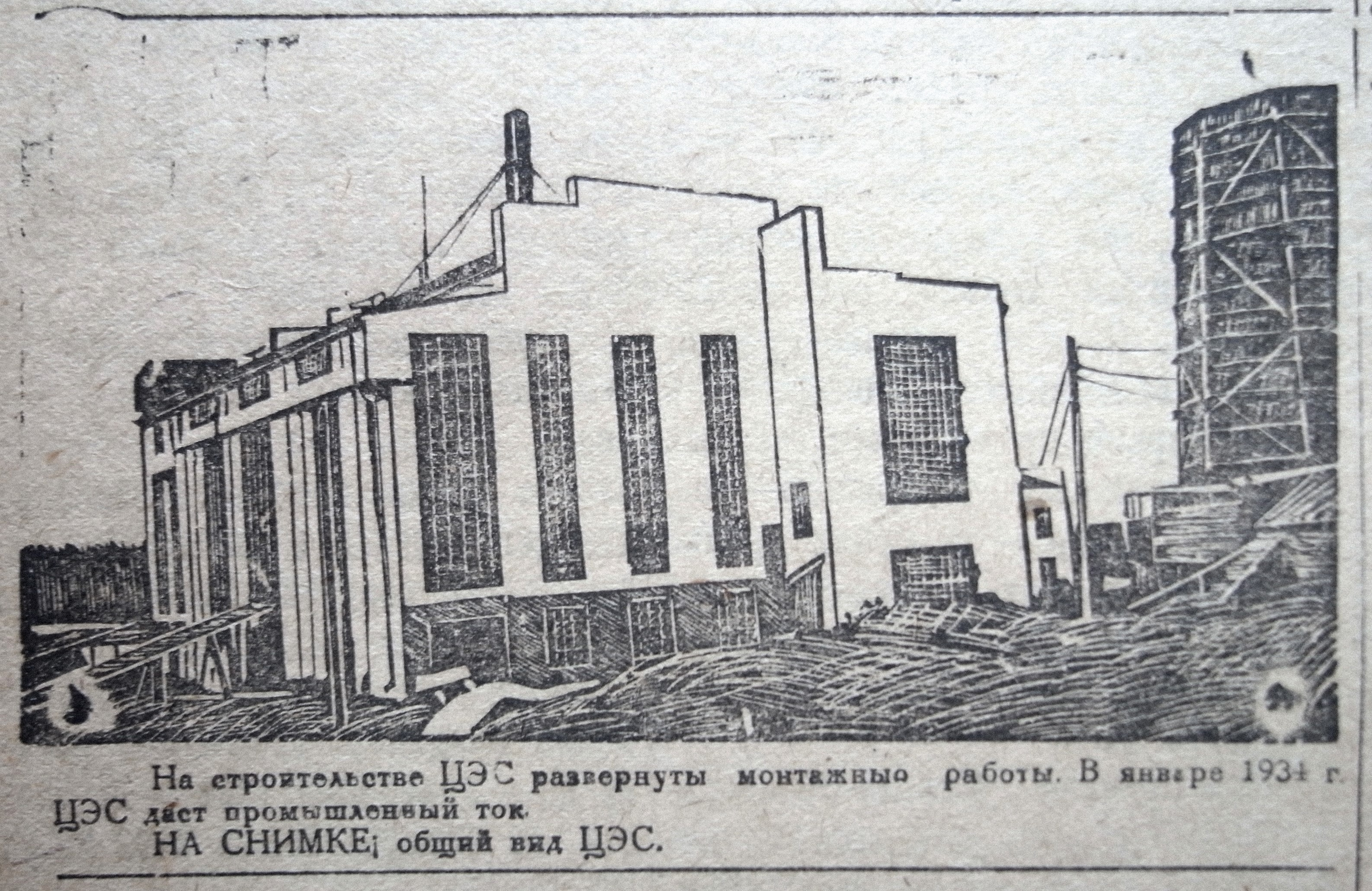
Здание Бийской ЦЭС и фрагмент градирни / Фотография из газеты Звезда Алтая (10.11.1933) / Архив НГОНБ

К концу 1931 года газета публикует фотографию строящегося здания и репортаж со стройки — отмечается усердие плотников и бетонщиков, недостаточная культурно-массовая работа и трудности с поставкой железа.

В 1932 году значительная часть строительных работ окончена, однако недостаток финансирования и материалов: железа и цемента, тормозят начало монтажных работ. 
«В настоящее время закончены строительные работы по сооружению здания ЦЭС, закончена буровая скважина для водоснабжения, закончены бетонные работы по градирне, смонтирована углеподача с двумя механическими подъемниками грузоподъемностью в 20 тонн. По линии передачи установлены опоры для высоковольтной линии на протяжении семи километров, заготовлены опоры на всю высоковольтную сеть. Выстроено 18 трансформаторных будок. Сделана опалубка и уложена арматура фундаментов паровых котлов. Ведутся работы по отделке здания, строится деревянная часть градирни, бетонируется фундамент под паровой котел, делается опалубка фундамента под турбогенератор, отделывается нижний этаж распределительного устройства, заготовляются детали и идет подготовка к монтажным работам» // Звезда Алтая № 73 (31.03.1932) 
1933 год. «Завод „Красный Путиловец“ отгрузил турбогенераторы мощностью 3 тысячи кловатт», отмечается недостаток квалифицированных рабочих: слесарей, арматурщиков, каменщиков. Газета публикует материалы агитирующие организации и граждан вносить аванс на замену старых лампочек и электрической арматуры. Запуск станции намечен на январь 1934 года.
4 августа 1934 года считается днём пуска ЦЭС.

#### Имена некоторых участников строительства
Ветров — заведующий постройкой ЦЭС;
Сосов — механик ЦЭС;
Жданов — десятник — выдвиженец из каменщиков горбольницы;
Акулов — председатель постройкома;
Гуньков и Ожиганов — бригадиры ударных бригад плотников;
Звягинцев — бригадир бетонщиков — добились хорошего качества заливки колонн и перекрытий бетоном;
Иуров — бригадир каменщиков не оправдавших звание ударников
Шегуров — начальник управления ЦЭС;
Исаев — главный инженер ЦЭС;
Апасов, Протопопов, Костылев, Акулов, Мальков, Шестаков С., Чегодаев, Шкарлупин, Ермаков, Часовских, Шебалин, Коротовский, Бухарин, Спиридонов, Звягинцев, Шестаков Н. — ударники, авторы письма «Ко всем хозяйственным организациям, партийным ячейкам, фабзавместкомам, ударникам-рабочим и рабкорам предприятий г. Бийска»;
Удальцов — директор ЦЭС;
Умрихин — кладовщик;
Шкарлупин, Звягинцев, Луконин, Власов, Менкин, Пашкевич — бригада рабочих;
Сафонов — заведующий хозяйством ЦЭС;
Потапов — старший рабочий обоза;
Михайлов и Буйганов — обозники;
Костерин — рабочий обоза;
Саломатова — уборщица;
Сафонова — уборщица, жена брата завхоза;
Лукашкин — московский специалист по монтажу подъемных сооружений;
Дубинин — экспедитор;
Тарлавин, Крутиков, Путин — рабочие;
Стежков — бухгалтер;
Солонцев, Костылев — партийцы;
Краснов — завхоз;
Сиротников — инженер завода «Котлотурбина»

Мунгалов — начальник строительства ЦЭС. 

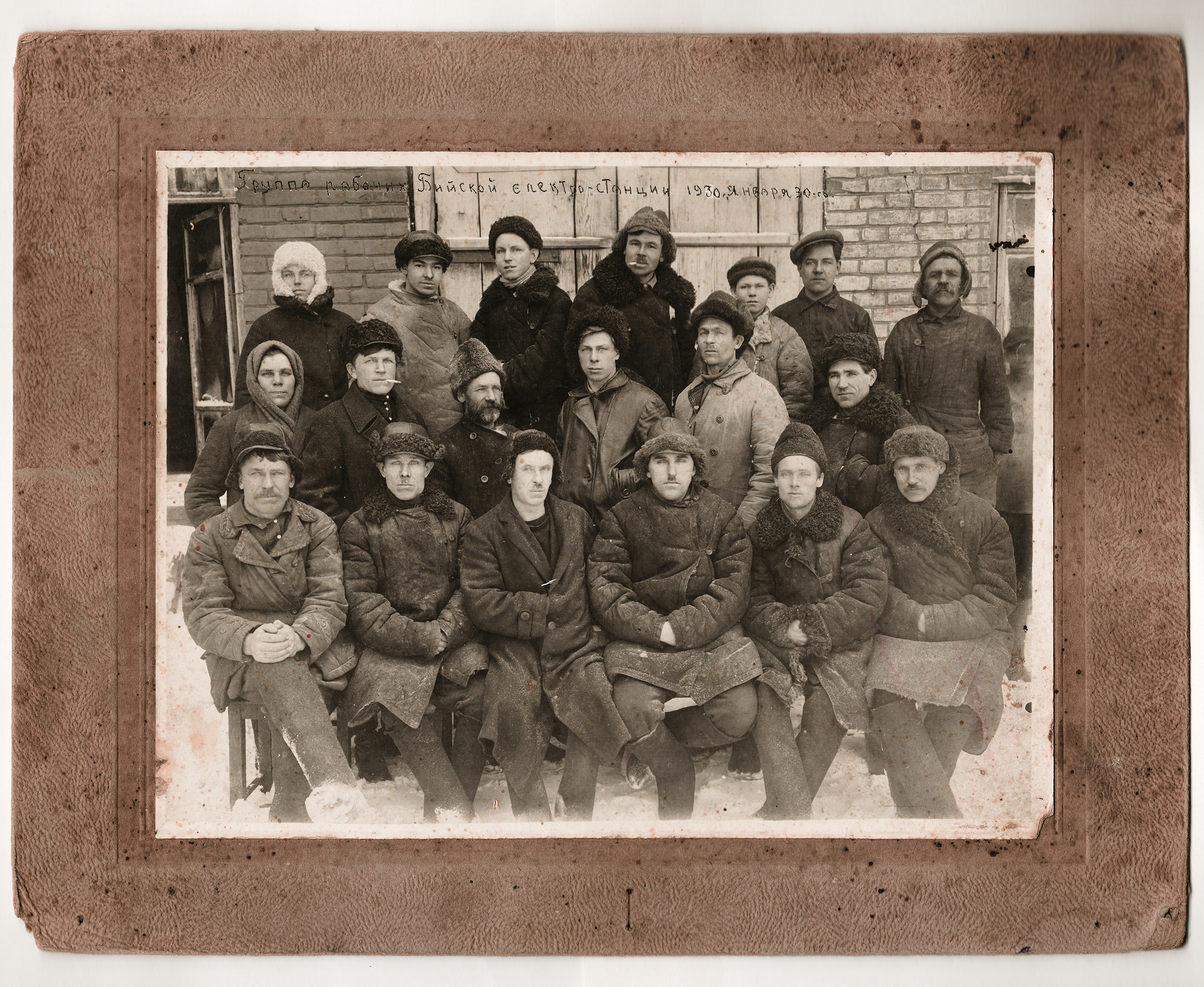
Группа рабочих Бийской электростанции. 1930. БКМ им. В. В. Бианки. Оф.11788/7
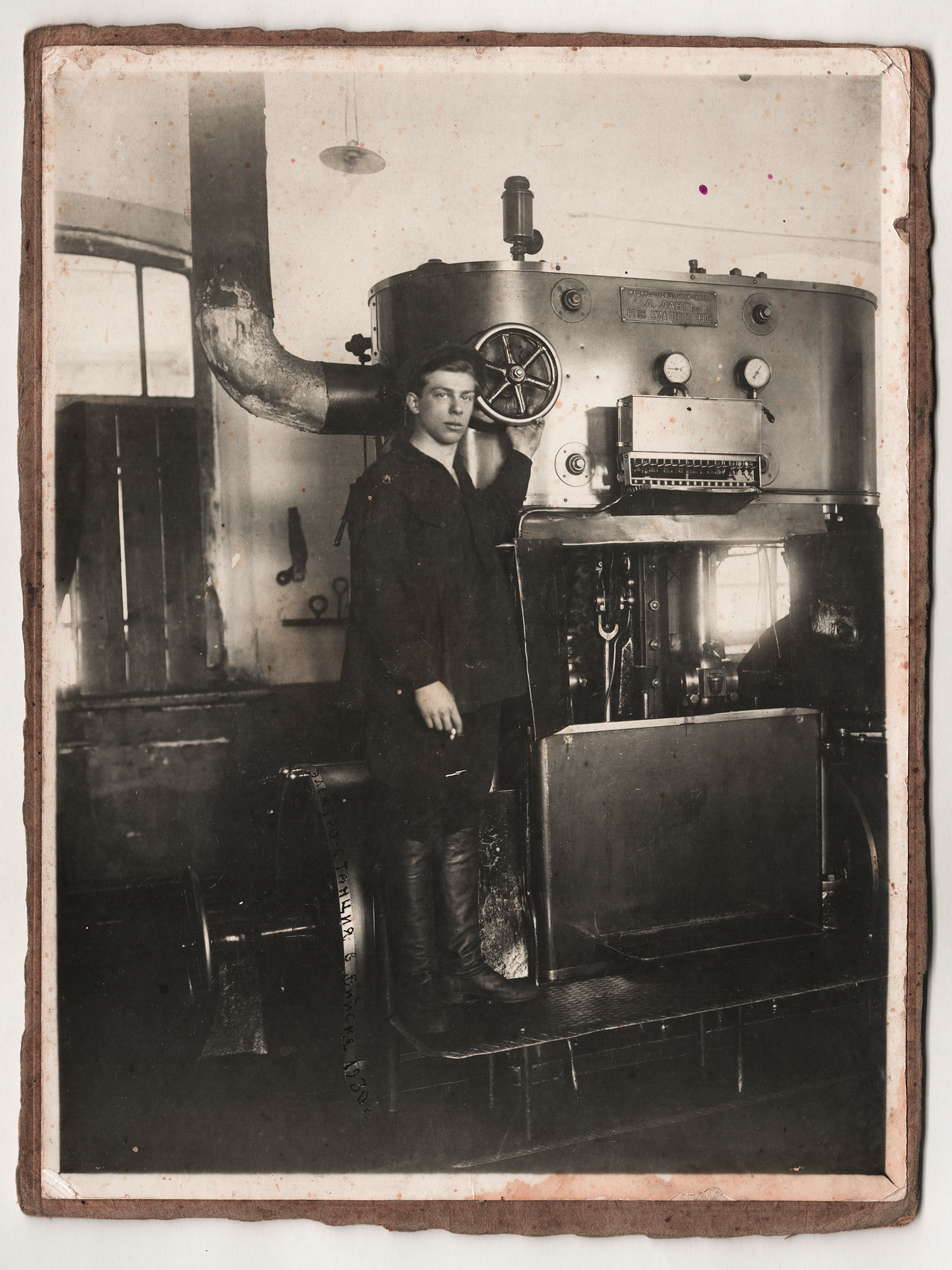
Константин Николаевич Дземинович. Мастер цеха электростанции. 1927-28. БКМ им. В. В. Бианки. Оф. 11790/8
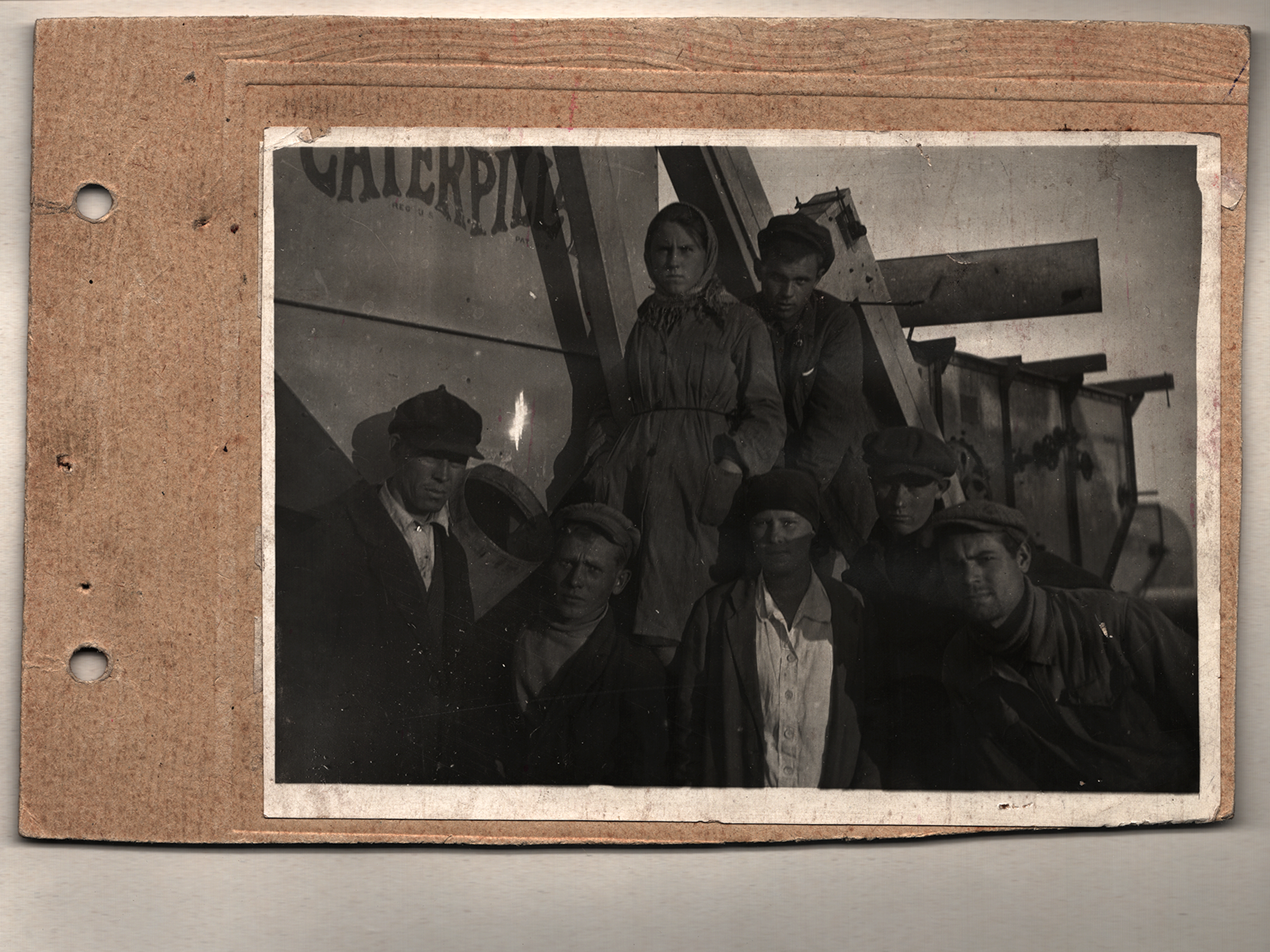
Группа комсомольцев на строительстве ЦЭС. 1931-34. БКМ им. В. В. Бианки

## Эксплуатация

### Аварии

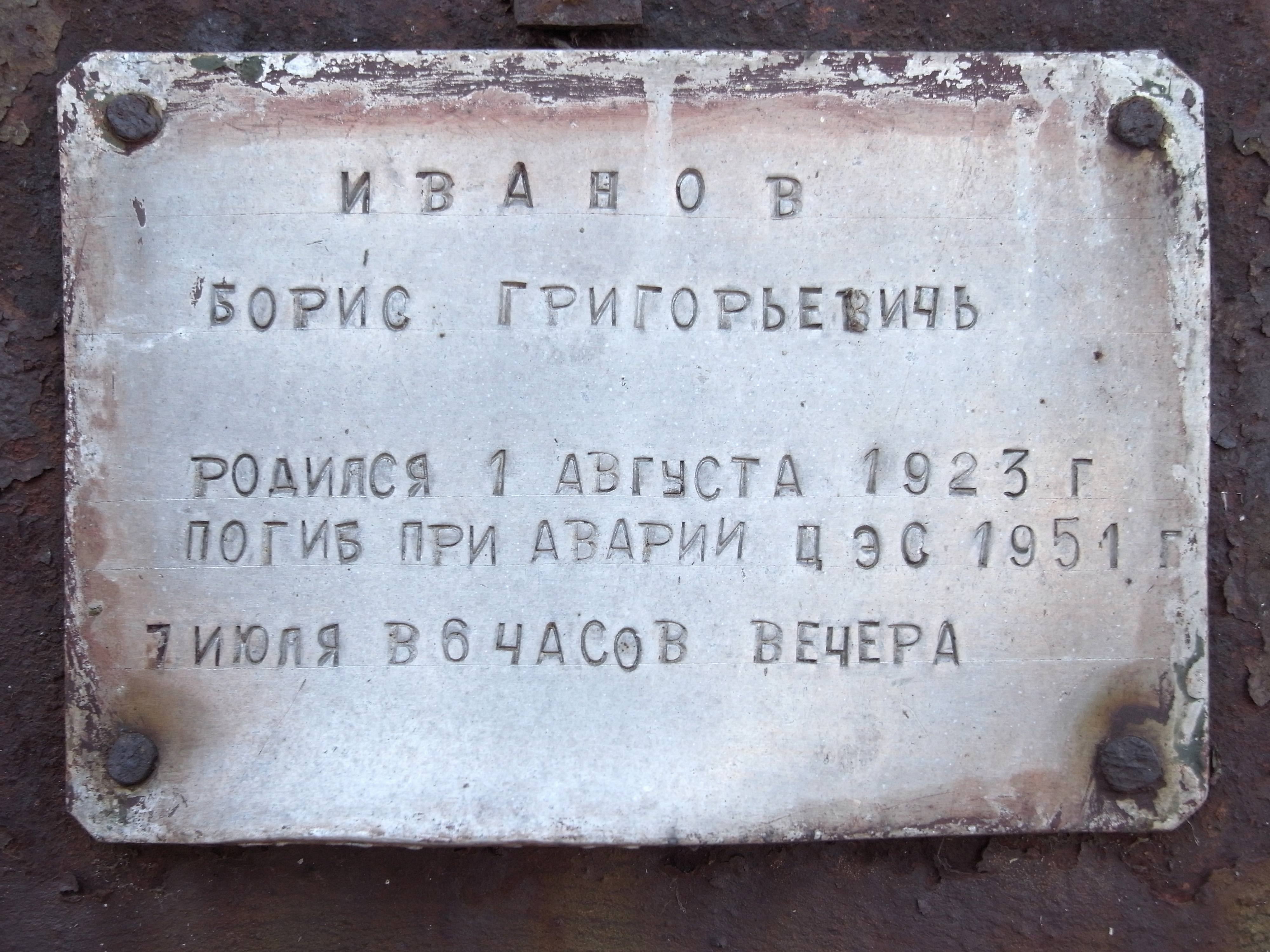
Табличка надгробия Б. Г. Иванова, погибшего при аварии на Бийской ЦЭС в 1951 году.

24 января 1936 года — в результате попадания воды в турбину третьего котла, разрушена и расплавлена лобовая часть подшипника;
7 июля 1951 года — взрыв, разрушены стены и кровля здания, пожар на складе, есть погибшие и раненые;
1957 год — взрыв котла и очень сильный пожар, многочисленные погибшие и раненые. После этой аварии здание станции окончательно утратило свой исторический облик.

### После строительства ТЭЦ-1
В 1960-х годах после строительства и ввода в строй мощной ТЭЦ-1 в западной промзоне города, а также строительства ВЛ 220 кВ от подстанции Чесноковка маломощная Центральная электростанция утратила свое значение. Станция была переименована в ТЭЦ-2 и использовалась в качестве пиковой, в основном, в зимнее время. Оборудование станции не модернизировалось и к середине 1980-х годов полностью устарело. Электрическая генерация была прекращена, станция преобразована в водогрейную котельную, снабжавшую теплом, в основном, Бийский мясоконсервный комбинат и поселок Бийского котельного завода. В 1990-х годах после прекращения работы мясокомбината и вводе в строй на ТЭЦ-1 мощного котлоагрегата № 16 эксплуатация ТЭЦ-2 прекращена окончательно. Её открытое распределительное устройство отошло в ведение «Алтайэнерго» и используется в качестве подстанции 35/10 кВ, а тепловые коллекторы полностью выведены из работы. 

### Заброшенное состояние
С конца 2000-х годов станция пребывает в заброшенном состоянии. Оборудование демонтировано, здание разрушается. Сохранившаяся дымовая труба используется для размещения базовой станции сотовой связи. Золоотвал станции не рекультивирован, не огорожен и представляет опасность для людей периодически появляющимися в нем карстовыми воронками. В 2010-х годах на золоотвале было два несчастных случая.

## Особенности

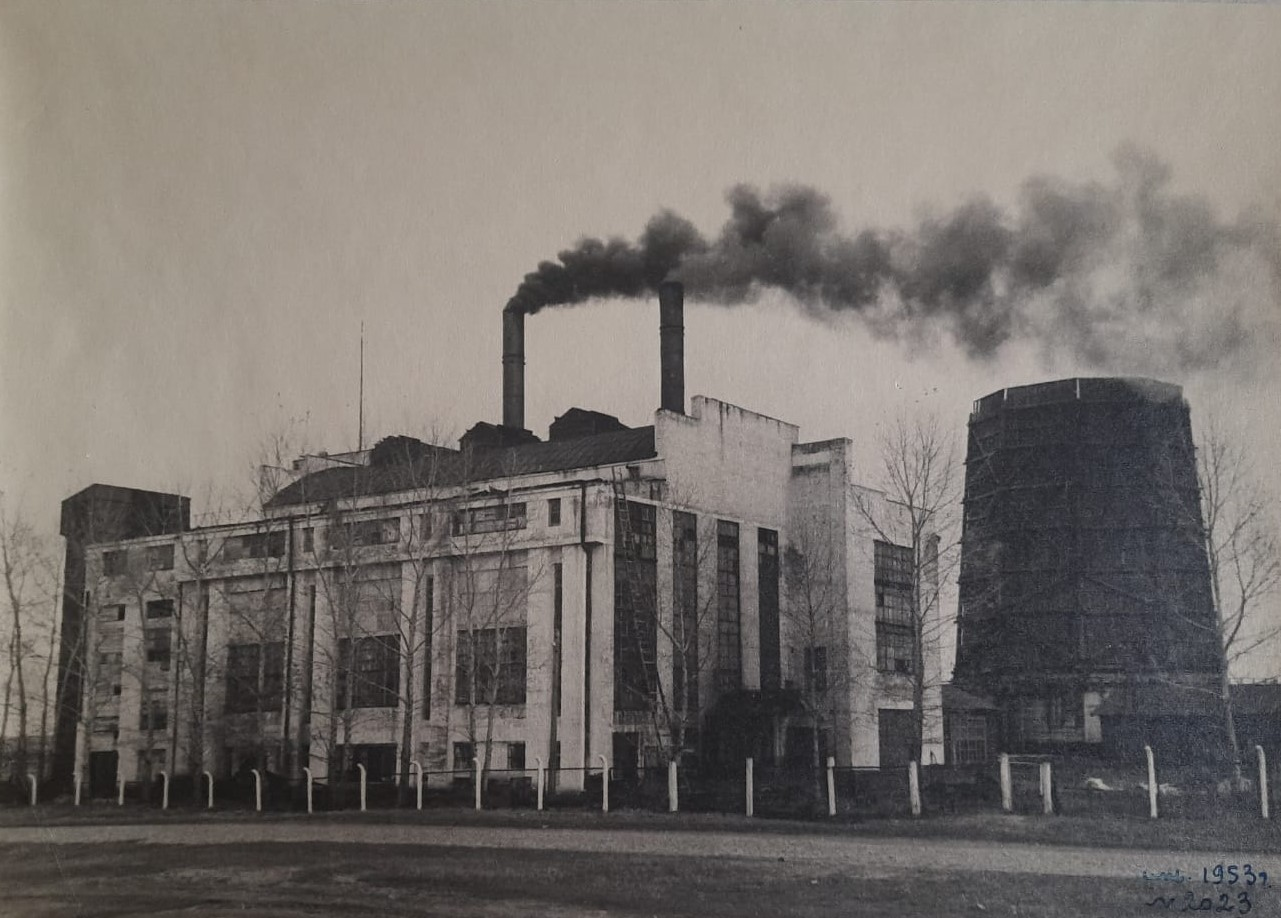
Здание Бийской ЦЭС и градирня (1947) / АГКМ

Оригинальная конструкцию градирни — деревянный корпус на железобетонном основании. В настоящее время деревянная часть утрачена, основание сохранилось. Похожая постройка есть на территории заброшенной электростанции в Североуральске.

## Топонимика

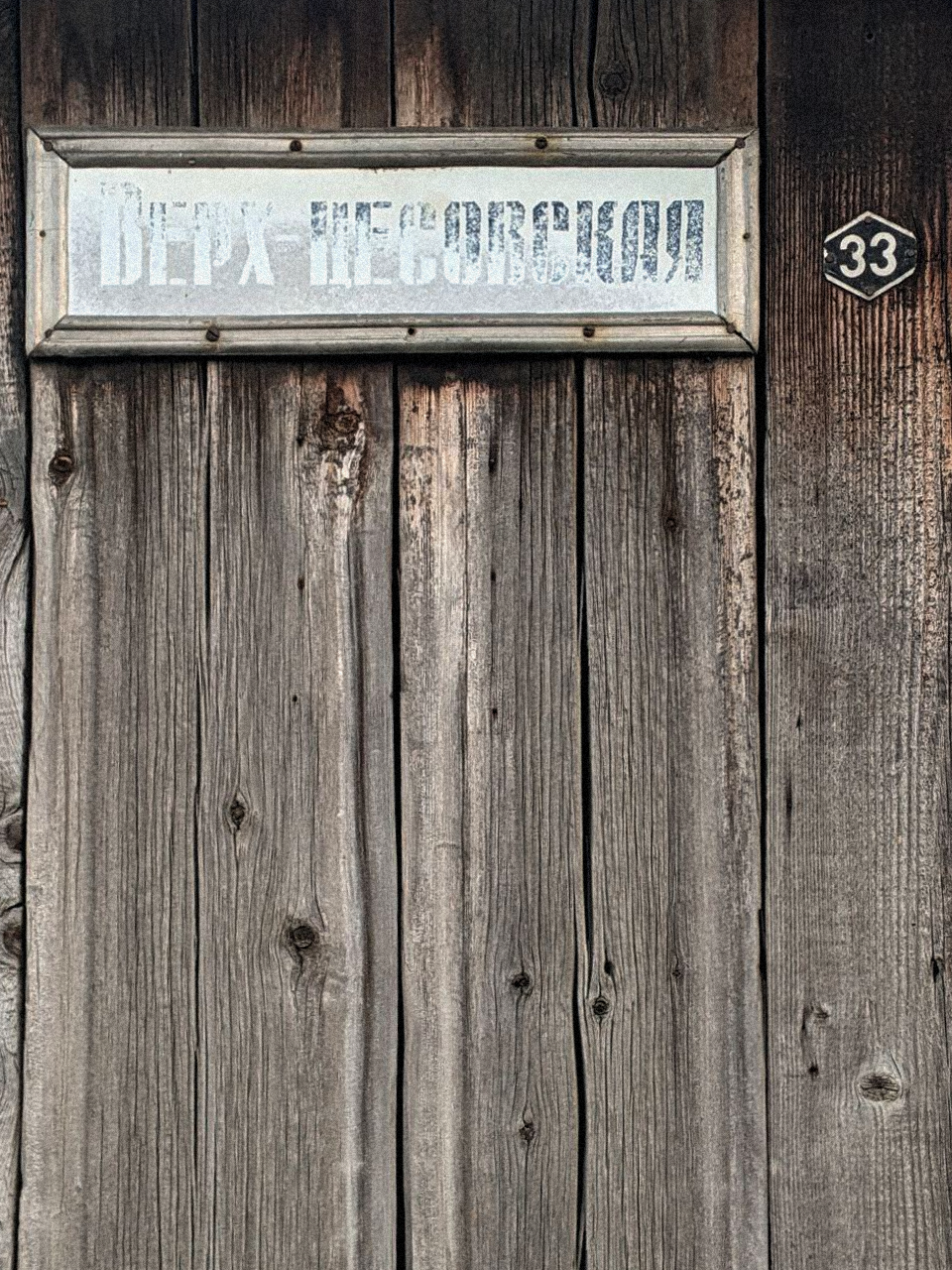
Улица Верхне-цэсовская (Верх-цэсовская)

Названия нескольких улиц Зелёного клина связаны с электростанцией: Нижне-цэсовская (разг. Ниж-цесовская) с первой по десятую, Цэсовская и Верхне-цэсовская (разг. Верх-цэсовская). Это район самовольной застройки в пойме Бии, на северо-востоке от ЦЭС. Засыпные и бревенчатые дома строились на склоне старого русла (Копай-гора) — на границе с городком Котельщиков, по сторонам от железнодорожной ветки ведущей на элеватор, на подтопляемых берегах Бии и сезонного Голубого Дуная.

## Текущее состояние
Видео облёта вокруг Бийской ТЭЦ-2. Евгений Любимов. 2020 г. на YouTube